# Nuevo Partido Conservador
El Nuevo Partido Conservador (保守新党?  Hoshu Shintō) fue un partido político japonés de breve existencia, fundado por Hiroshi Kumagai.
Kumagai y otros tres miembros del Partido Democrático de Japón renunciaron en diciembre de 2002 y se unieron con el Partido Conservador de Japón, formando el Nuevo Partido Conservador. Fue un partido conservador reformista de derecha.
Luego de la elección general en noviembre de 2003, el Nuevo Partido Conservador obtuvo solamente 4 escaños en la Cámara de Representantes, descendiendo de los 9 previos a la elección. Entre los perdedores estuvo el presidente del partido, Hiroshi Kumagai.
El 10 de noviembre de 2003, el primer ministro Junichiro Koizumi propuso que el partido se uniera con el Partido Liberal Democrático. El Secretario General del Nuevo Partido Conservador, Toshihiro Nikai confirmó la unión el mismo día.
- Datos: Q1807627